# Муталов, Расул Османович
Расу́л Осма́нович Мута́лов (род. 28 апреля 1961, Ицари, ДАССР) — советский и российский лингвист, специалист в области даргинских языков. Доктор филологических наук, профессор. Главный научный сотрудник Института языкознания РАН. Заслуженный деятель науки Республики Дагестан.

## Биография
Родился в селе Ицари Дахадаевского района Дагестана. После окончания в 1984 году русско-дагестанского отделения филологического факультета Дагестанского государственного университета работал учителем даргинского языка и литературы Ицаринской школы.
В 1986 году поступил в очную аспирантуру отдела грамматических исследований Института ИЯЛ им. Г. Цадасы ДФ АН СССР. С 1989 по 2009 год работал на кафедре дагестанских языков ДГУ в должностях преподавателя, старшего преподавателя, доцента, профессора (с 2004).
В 2000-2002 годах обучался в очной докторантуре ДГУ. С 2003 года — доктор филологических наук. В 2001-2008 годах заведовал Лабораторией лингвистических исследований ДГУ, в 2008-2009 – директор Научно-образовательного центра «Языки и литература народов Дагестана». С 2010 г. работает в отделе кавказских языков Института языкознания РАН  в должностях ведущего (2010-2011) и главного научного сотрудника (с 2011).

## Научная деятельность
В 1992 году защитил кандидатскую диссертацию на тему «Ицаринский диалект даргинского языка», впоследствии доработанной и изданной совместно с Ниной Сумбатовой на английском языке в Мюнхене. В 2003 году защитил докторскую диссертацию на тему: «Морфологический строй глагола даргинского языка». Опубликовал более 200 работ по исследованию различных аспектов даргинских языков и диалектов (ицаринского, ширинского, кадарского, акушинского,гапшиминского и т.д.) и проблемам их сохранения. Предложенная им классификация данных языков стала основой разграничения языковых единиц даргинского ареала Дагестана. Общее количество научных докладов: 102, из них 53 – на международных конференциях и симпозиумах. Принимал участие в дагестанских лингвистических экспедициях Отделения структурной и прикладной лингвистики филологического факультета МГУ, проводимых под руководством профессора Кибрика. Инициатор и участник реставрации оборонительной башни XIV века в Ицари.